# Carlos Ortega (Gewerkschafter)
Carlos Ortega Carvajal ist ein venezolanischer Gewerkschafts- und Politführer. Aufgrund seiner Rolle im Generalstreik im Jahre 2002 wurde er zu einer knapp 16-jährigen Freiheitsstrafe verurteilt. Am 13. August 2006 floh er aus dem Gefängnis.
Im Jahr 2001 war er der gewählte Führer der CTV (Confederación de Trabajadores de Venezuela), der zum damaligen Zeitpunkt größten Gewerkschaft in Venezuela. Die Rechtmäßigkeit des Wahlergebnisses wurde angezweifelt und der Oberste Gerichtshof verweigerte deren Anerkennung, Ortega blieb jedoch Vorsitzender von CTV. Im April 2002, unter der Führung von Carlos Ortega, erklärte die CTV den Generalstreik. Dies folgte als Reaktion auf die von ihm wahrgenommene „verstärkte diktatorische“ Vorgehensweise des venezolanischen Präsidenten Hugo Chávez. Dies führte zum Protestmarsch an den Präsidentenpalast Miraflores. Durch die entstandenen Ausschreitungen starben 19 Personen und Präsident Chávez wurde kurzfristig des Amtes enthoben.
Zwischen Dezember 2002 und Februar 2003 führten CTV und Fedecámaras einen Gemeinschaftsstreik durch. Hugo Chávez führte gegen Ende von 2002 eine komplette staatliche Kontrolle über die PDVSA ein. Als Ergebnis war Hugo Chávez mit einem 2 Monate andauernden Streik konfrontiert (Begann am 2. Dezember 2002) der darauf abzielte Hugo Chavez aus dem Amt schaffen.
Der Streik, angeführt von der CVT, Unternehmerverbänden und Ölarbeitern, zielte darauf, den Präsidenten zum Rücktritt zu zwingen.
Nachdem Anklage gegen Ortega erhoben wurden, wurde ihm am 14. März 2003 von der Botschaft von Costa Rica Asyl gewährt. Ortega verließ am 27. März 2003 das Land. Die Aufenthaltserlaubnis Costa Rica’s wurde am 30. März 2004 widerrufen, denn Ortega kam nicht den Bestimmungen nach, die ihm bei der Asylgewährung auferlegt wurden. Daraufhin verließ er Costa Rica. Am 1. März 2005, knapp ein Jahr nach seinem Exil nach Costa Rica, wurde Ortega in einem Nachtclub in Caracas festgenommen. Carlos Ortega trug zum Zeitpunkt der Verhaftung nach Angaben des Polizeidirektors einen gefälschten Ausweis, jedoch wurde seine Identität durch einen anschließenden Fingerabdruck-Vergleich bewiesen.
Am 14. Dezember 2005 wurde Carlos Ortega aufgrund seiner Aufgabe bei dem Generalstreik, bei dem es u. a. zu zahlreichen Diebstählen und Sabotageakten in Ölraffinerien kam, u. a. wegen Anstiftung zu kriminellen Handlungen und Fälschung von Ausweispapieren zu einer Freiheitsstrafe von knapp 16 Jahren verurteilt. Er entkam aus dem Ramo Verde Peniteniary mit 3 Komplizen (Jesús Faría Rodríguez, Darío Faría Rodríguez and Rafael Faría Villasmil) am 13. August 2006. Carlos Roa, Ortegas’ Anwalt, äußerte seine Überraschung über diesen Vorfall und zweifelt an seiner Wahrheit.